# Scharawyn Pürewdschaw
Scharawyn Pürewdschaw (mongolisch Шаравын Пүрэвжав; * 3. Mai 1927 in Bulgan, Dornod-Aimag) ist ein mongolischer Schachspieler.

## Leben
Scharawyn Pürewdschaw war von Beruf Mathematiklehrer. Das Schachspielen erlernte er erst im Alter von 20 Jahren. Er schrieb mehrere Bücher über das Schachspiel und organisierte in der Mongolei mehr als 300 Schachturniere.

## Erfolge
Die mongolische Einzelmeisterschaft konnte er 1962 gewinnen.
Für die mongolische Nationalmannschaft nahm er 1958 am vierten Brett an der 5. Studentenolympiade in Warna teil sowie an vier Schacholympiaden: 1962 in Warna am Spitzenbrett, 1964 in Tel Aviv am dritten Brett sowie 1968 in Lugano und 1974 in Nizza am zweiten Reservebrett.
Seine höchste historische Elo-Zahl errechnet sich mit 2422 im Juli 1963, wobei lediglich fünf Turniere zur Berechnung verwendet wurden.